# アストル・ピアソラ
アストル・ピアソラ（Ástor Pantaleón Piazzolla スペイン語: [pjaˈsola], イタリア語: [pjatˈtsɔlla], 1921年3月11日 - 1992年7月4日）は、アルゼンチン出身のタンゴ音楽作曲家、バンドネオン奏者である。
タンゴにクラシック、ジャズの要素を融合させた独自の音楽形態であるTango Nuevo(またはNuevo Tango=新しいタンゴ)を創作、幾多の名曲を残したことで知られ、人気を博した。

## 生涯

### バンドネオン奏者時代まで
ピアソラは1921年、アルゼンチンのマル・デル・プラタにイタリア移民三世として生まれる。四歳の時に一家でニューヨークに移住し、15歳までを過ごす。この頃既にジャズに親しんでいたが、当初はバンドネオンやタンゴへの興味は薄かったという。1931年にブロードウェイのラジオ局でバンドネオンのフォルクローレを録音し、以降ステージやラジオなどの演奏を行うようになる。1932年に処女作『42番街に向けて着実に』を作曲している。
アルゼンチンに移住後、父が経営を始めたレストランでバンドネオン、ハーモニカを演奏していたが、1938年にラジオで先鋭タンゴ「エルビーノ・バルダーロ楽団」に感動して初めてタンゴの音楽性を知る。1939年に当時最先端だったトロイロ楽団に参加し、バンドネオン奏者として徐々に頭角を表す。また、1940年から5年間、アルベルト・ヒナステラに師事して音楽理論を学ぶ。音楽理論を得たピアソラは総仕上げとして「ピアノ・ソナタ」など、クラシカル作品を残した。
1944年にトロイロ楽団を脱退後、自らの楽団を率いて活動を開始、先鋭的なオーケストラ・タンゴを展開するが同時にタンゴの限界にも行き当たり、楽団を解体した後しばらく裏方活動に徹するようになった。なお古典的なタンゴの作・編曲やクラシック作品の製作はこの頃に集中している。

### パリ留学とタンゴ革命
1954年、タンゴに限界を感じたピアソラはクラシックの作曲家を目指して渡仏し、パリでナディア・ブーランジェに師事する。当初自分のタンゴ奏者の経歴を隠していたが、ナディアにタンゴこそがピアソラ音楽の原点であることを指摘され、タンゴ革命の可能性に目覚める。
1955年7月に帰国後、エレキギターを取り入れたブエノスアイレス八重奏団を結成、前衛的な作風に保守的なタンゴファンから猛攻撃を受け「タンゴの破壊者」と罵られるほどだった。さらには命を狙われたことも幾度かあったという。結果楽団としては成功せず、いくつかのアルバム録音を残した後に1958年、新天地を求めて家族で古巣のニューヨークに移住する。ニューヨークでは歌手の伴奏などを行ったほか、実験的なジャズ・タンゴと称する編成を組んだ。
1959年に父の死に捧げた代表作『アディオス・ノニーノ』を作曲する。翌年帰国後に初演。バンドネオン、ヴァイオリン、ピアノ、コントラバス、エレキギターからなる五重奏団を結成し、以後これがピアソラの標準的グループ構成となる。

### 五重奏団以降
これ以後のピアソラは理想的な音楽編成を求めて数多くの楽団の結成・解体をくり返す。1963年には新八重奏団、1971年 - 1972年には九重奏団、1978年 - 1988年には後期五重奏団、1989年には六重奏団へと次々変化した。これらピアソラの楽団に所属することはサッカー王国アルゼンチンでナショナルチームに所属することと同じほどの名誉だったとされている。
やがて、ピアソラは自身の家系のルーツというべきイタリアへ移住。ジェリー・マリガンとの共演作や、イタリア在住時代の傑作『リベルタンゴ』をはじめとする作品を製作する。
しかし、1973年の心臓発作による休養や1988年の心臓バイパス手術など、健康面に不安を見せながら傑作の数々を残している。1990年パリの自宅で脳溢血により倒れ闘病生活に入る。大統領専用機でアルゼンチンに帰国。1992年ブエノスアイレスの病院にて死去。71歳。
2017年には、フランスとアルゼンチン合作でドキュメンタリー映画『ピアソラ 永遠のリベルタンゴ）』が製作されている。

## ピアソラの音楽

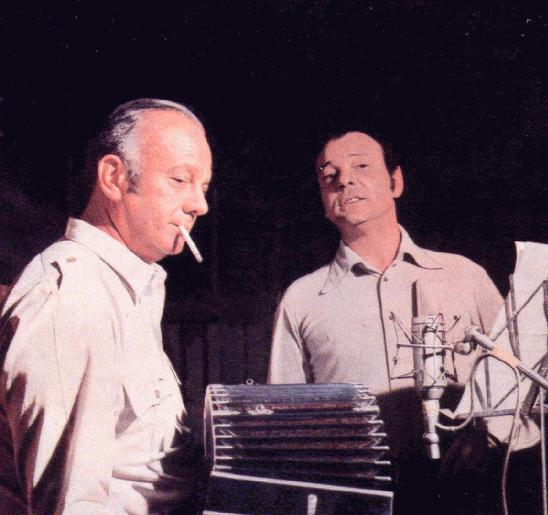
1970年ごろ

ナディア・ブーランジェはピアソラの原点はあくまでタンゴだと指摘した。しかし、一方で少年時代のニューヨーク生活などの経験から、タンゴ奏者でありながらもタンゴを外から眺める目もまた持っていたと指摘される場合もある。
元来タンゴは踊りのための伴奏音楽であり、強いリズム性とセンチメンタルなメロディをもつ展開の分かりやすい楽曲であった。ピアソラはそこにバロックやフーガといったクラシックの構造や、ニューヨーク・ジャズのエッセンスを取り入れることで、強いビートと重厚な音楽構造の上にセンチメンタルなメロディを自由に展開させるという独自の音楽形態を生み出した。これは完全にタンゴの表現を逸脱しており、「踊れないタンゴ」として当初の評判は芳しいものではなかった。一方で、ピアソラの音楽はニューヨークなどのあまりタンゴと関わりを持たない街で評価されたため、タンゴの評論家から意図的に外されるといった差別も受けた。
ブーランジェが教えた技法は主にフランスで考案された和声や対位法であり、アルゼンチンタンゴの中核をなすドイツの家庭音楽や新音楽とは、「20年先をいった」と称されたピアソラの感性はやや本流から逸れていた。アルゼンチン一線評論家が選んだタンゴ十大楽団の中で、全員が挙手した楽団はフリオ・デ・カロ、カルロス・ディ・サルリ、オスバルド・プグリエーセ、アニバル・トロイロ、アルフレド・ゴビ、オラシオ・サルガンの六つで、ピアソラはラウル・オウテーダから票を貰うことができなかった。ただし、クラシックや現代音楽の演奏家からは評価が高く、ギドン・クレーメルやロベルト・ファブリッチアーニらが好んで演奏していた。イヴァ・ミカショフのタンゴ・プロジェクトはピアソラの成功から編み出されたものである。
現在ではピアソラと対立した多くの音楽家がこの世を去っていることもあり、タンゴの可能性をローカルな音楽から押し広げた功績はアルゼンチンのしがらみをはるかに超えて、国際的に高く評価され続けている。一方、このような活動の展開はアルゼンチン・タンゴの本流ではない、という厳しい意見も根強く残っている。多くの楽団が「後継者」を多く抱えているのに対して、ピアソラ・スタイルは後継できないという意見もあるが、生前ピアソラが唯一後継者に指名したのはフランスのリシャール・ガリアーノのみである。
エドゥアルド・ロビーラとは対照的に国際的な影響力があまりにも大きすぎたせいでかなりのレコード会社が版権を手放しておらず、正規の復刻作業は遅れており散発的にCD-BOXが発売されてもすでに販売されているCDと重複することが多い。現在はChant du MondeやMembranの選集が比較的安価に手に入るが、Astor Piazzolla – Completo En Philips Y PolydorやClub Tango Argentinoからの復刻版も貴重なピアソラの記録である。
ただ、ピアソラはその絶大な人気のために多くの「書き譜」がピアノ、ギター、バンドネオンほか多くの楽器編成のために残され、ダリエンソとは対照的にピアソラスタイルを表面的に模倣した録音が多くある。近年は改めてピアソラの初期作品(ピアノソナタ)をクラシックの演奏家が挑戦するなど、タンゴの普及という点に関しては世界で最も成功した音楽家といえるだろう。タンゴの音楽家は自分の癖や味を他人に教えないため、書き譜に本当のことが書かれていないことが大半である。(プグリエーセ楽団の譜面にプグリエーセスタイルのイントネーションは一切書かれていなかった。)しかし、ピアソラはこれを几帳面に楽譜化しており、楽譜を読める演奏家ならだれでも弾けるという状況を作った。

## 主要作品
- リベルタンゴ - Libertango
- アディオス・ノニーノ - Adiós Nonino
- ブエノスアイレスの四季 - Las Cuatro Estaciones Porteñas
  - ブエノスアイレスの夏 - Verano Porteño
  - ブエノスアイレスの秋 - Otoño Porteño
  - ブエノスアイレスの冬 - Invierno Porteño
  - ブエノスアイレスの春 - Primavera Porteña
- プレパレンセ - Prepárense
- フラカナーパ - Fracanapa
- ロケベンドラ（来るべきもの） - Lo que vendrá
- トリウンファル（勝利） - Triunfal
- 五重奏のためのコンチェルト - Concierto para quinteto
- バンドネオン協奏曲 - Concerto para Bandoneon
- ビジュージャ - Biyuya
- エスクアロ（鮫） - Escualo
- AA印の悲しみ - tristeza de un doble A
- タンガータ - Tangata
- 天使の組曲
  - 天使の導入部 - Introducción al ángel
  - 天使のミロンガ - Milonga del ángel
  - 天使の死 - Muerte del ángel
  - 天使の復活 - Resurrección del ángel
- 悪魔の組曲
  - 悪魔のタンゴ - Tango del diablo
  - 悪魔のロマンス - Romance del diablo
- コントラバヘアンド - Contrabajeando
- コントラバシヒモ - Contrabajismo
- ブエノスアイレス午前零時 - Buenos Aires hora 0
- ロコへのバラード - Balada para un Loco
- チキリン・デ・バチン - Chiquilin de Bachin
- ブエノスアイレスのマリア - María de Buenos Aires
  - アレヴァーレ(合図) - Alevare
  - マリアのテーマ - Tema de María
  - 狂ったストリートオルガンのバラード - Balada Renga para un Organito Loco
  - わたしはマリア - Yo soy María
  - （少女マリアに捧げる）カリエーゴのミロンガ - Milonga Carrieguera por María la Niña
  - フーガと神秘 - Fuga y Misterio
  - ワルツになった詩（フルート、チェロと女声のために） - Poema Valseado Para flauta, cello y voz de mujer
  - 罪深きトッカータ（バンドネオン、語り手とパーカッションのために） - Tocata Rea para Bandoneón, Recitante y Percusión
  - 下水道の古い盗賊たちの場末の懺悔の歌 - Miserere Canyengue de los Ladrones Antiguos en las alcantarillas
  - マリアの最初の死のための葬儀のコントラミロンガ - Contramilonga a la funerala por la primera muerte de María
  - 夜明けのタンガータ - Tangate del Alba
  - 街路樹と煙突に寄せる手紙 - Carta a Los Arboles Y a Las Chimeneas
  - 精神分析医たちのアリア - Aria de los Analistas
  - 詩人で酔った小悪魔のロマンサ - Romanza del Duende Poeta y Curda
  - アレグロ・タンガービレ - Andante a la Sordina para mi Buenos Aires tan querido (Allegro Tangabile)
  - 受胎告知のミロンガ - Milonguita de la Anunciación
  - タングス・ディ　(神のタンゴ) - Tangus Dei
- アヴェ・マリア
- オブリヴィオン（忘却） - Oblivión
- タンゴの歴史 - Histoire du Tango
  - I. 売春宿 1900 - Bordel 1900
  - II. カフェ 1930 - Café 1930
  - III. ナイトクラブ 1960 Nightclub 1960
  - IV. 現代のコンサート - Concert d'aujourd'hui
- ル・グラン・タンゴ - Le Grand Tango
- 現実との3分間 - Tres minutos con la realidad
- 革命家 - Revolucionario

## 主宰した演奏グループ
- Orquesta Típica （オルケスタ・ティピカ、別名：1946年のオーケストラ）、1946年-50年

バンドネオン（ピアソラ、ロベルト・ディ・フィリポ、Angel Genta, and Fernando Tell ）、ヴァイオリン（ウーゴ・バラリス、カチョ・ジャンニ（Cacho Gianni）、ファン・ビビローニ（Juan Bibiloni）、F・ルセロ（F. Lucero））、ピアノ（アティリオ・スタンポーネ）、チェロ（アンヘル・モーロ（Angel Molo））、コントラバス（ペペ・ディアス（Pepe Diaz））
- Orquesta de Cuerdas （弦楽オーケストラ）、1955年-1958年
- en:Octeto Buenos Aires （ブエノスアイレス八重奏団）、1955年-58年

バンドネオン（ピアソラ、ロベルト・パンセラ（Roberto Pansera）→レオポルド・フェデリコ）、ピアノ（アティリオ・スタンポーネ）、ヴァイオリン（エンリケ・マリオ・フランチーニ（Enrique Mario Francini）、ウーゴ・バラリス）、ギター（オラシオ・マルヴィチーノ）、チェロ（ホセ・ブラガート）、コントラバス（アルド・ニコリーノ（Aldo Nicolino）→ハムレット・グレコ（Hamlet Greco）→ファン・バサージョ（Juan Vasallo））
- Jazz Tango Quintet、1959年
- Quinteto （五重奏団、別名：前期五重奏団・第一期キンテート）、1960年-70年、1973年

バンドネオン（ピアソラ）、ピアノ（ハイメ・ゴーシス→オスヴァルト・マンシ→ゴーシス→マンシ→ダンテ・アミカレリ→マンシ→オスヴァルト・タランティーノ）、ヴァイオリン（シモン・バジュール→エルヴィーノ・ヴァルダーロ→アントニオ・アグリ）、コントラバス（キチョ・ディアス）、ギター（オラシオ・マルヴィチーノ→オスカル・ロペス＝ルイス→カチョ・ティラオ→マルヴィチーノ）
- Nuevo Octeto (新八重奏団)、1963年

バンドネオン（ピアソラ）、ピアノ（ハイメ・ゴーシス）、ヴァイオリン（アントニオ・アグリ）、コントラバス（キチョ・ディアス）、ギター（オスカル・ロペス＝ルイス→カチョ・ティラオ）、チェロ（ホセ・ブラガート）、パーカッション（レオ・ヤコブソン（Leo Jacobson））、フルート（ホルヘ・バロン（Jorge Barone））
- en:Conjunto 9 (コンフント・ヌエベ、別名：九重奏団)、1971年-72年(1972年の1年間はブエノスアイレス市直属の公務員扱い)、1983年

バンドネオン（ピアソラ）、ピアノ（オスヴァルト・マンシ→オスヴァルト・タランティーノ）、ヴァイオリン（アントニオ・アグリ、ウーゴ・バラリス）、ヴィオラ（ネストル・パニック（Néstor Panik））、チェロ（ホセ・ブラガート）、コントラバス（キチョ・ディアス）、ギター（オスカル・ロペス＝ルイス）、パーカッション（ホセ・コリアーレ（José Corriale））
1983年再結成時：バンドネオン（ピアソラ）、ピアノ（パブロ・シーグレル）、ヴァイオリン（フェルナンド・スアレス・パス、ウーゴ・バラリス）、コントラバス（エクトル・コンソーレ）、ギター（オスカル・ロペス＝ルイス））、ヴィオラ（デルマール・クァルレーリ（Delmar Quarleri ））、チェロ（ホセ・ブラガート）、コントラバス（キチョ・ディアス）、ギター（オスカル・ロペス＝ルイス）、パーカッション（エンリケ・スルド・ロイスネル（Enrique Roizner））
- Conjunto Electronico (コンフント・エレクトロニコ、別名：エレキ八重奏団（Octeto Electrónico）)、1975年-77年

バンドネオン（ピアソラ）、ピアノ（ファン・カルロス・シリリアーノ（Juan Carlos Cirigliano）→ギュスターヴォ・ベイテルマン（Gustavo Beytelmann））、 ギター（オラシオ・マルヴィチーノ→トミー・グビッチ（Tommy Gubitsch））、ヴァイオリン（アントニオ・アグリ）→サクソフォン/フルート（アルトゥーロ・シュネイデル（Arturo Schneider）→ルイス・フェレイラ（Luis Ferreyra））、シンセサイザー/パーカッション（ダニエル・ピアソラ）、ベース（アダルベルト・セヴァスコ（Alberto Cevasco）→リカルド・サンス（Ricardo Sanz））、オルガン（サンティアゴ・ジャコーベ（Santiago Giacobbe）→オスヴァルト・カロ（Osvaldo Caló））、パーカッション（エンリケ・スルド・ロイスネル→ルイス・セラヴォロ（Luis Ceravolo））
- Quinteto Tango Nuevo (新タンゴ五重奏団、別名：新生五重奏団・後期五重奏団・モダンタンゴ五重奏団・第二期キンテート)、1978年-1988年

バンドネオン（ピアソラ）、ピアノ（パブロ・シーグレル）、ヴァイオリン（フェルナンド・スアレス・パス→アントニオ・アグリ→スアレス・パス）、コントラバス（エクトル・コンソーレ）、ギター（オスカル・ロペス＝ルイス→オラシオ・マルヴィチーノ）
- Sexteto Nuevo Tango (新タンゴ六重奏団、別名：モダンタンゴ六重奏団)、1989年

バンドネオン（ピアソラ、フリオ・オスカル・パネ→ダニエル・ビネリ）、チェロ（ホセ・ブラガート→カルロス・ノッシ（Carlos Nozzi））、ピアノ（ヘラルド・ガンディーニ）、ギター（オラシオ・マルヴィチーノ）、コントラバス（エクトル・コンソーレ→アンヘル・リドルフィ（Angel Ridolfi））

## 主要ディスコグラフィー

### 映画のサウンドトラック
- 鼓動 (Pulsación、1970年)
- 魂と生命をもって (1970年)
- サンチャゴに雨が降る (Il Pleut Sur Santiago、1976年)
- ローマに散る (Cadaveri eccellenti、1976年)
- 新婚旅行 (Viaje de bodas、1975年録音/1977年リリース)

主にアントニオ・アグリ（en:Antonio Agri）との二重奏。
- エンリコ四世 (Enrico IV、映画 Enrico IVのサウンドトラック, 1984年)
- ガルデルの亡命 (El Exilio de Gardel、映画 en:El Exilio de Gardelのサウンドトラック, Quinteto, 1985年リリース)
- スール（南）、その先は・・・愛 (Sur、映画 Surのサウンドトラック, Quinteto, 1987年録音/1988年リリース)

### バンドネオン協奏曲
- 螺鈿協奏曲～コロン劇場1983 (Concierto de Nácar – Piazzolla en el Teatro Colón、 1983年録音/1997年リリース)

コンフント9とペドロ・イグナシオ・カルデロン指揮 ブエノスアイレス・フィルハーモニー管弦楽団の共演。
- ライヴwithオーケストラ1985 (映像、1985年録音/1998年リリース)

オーケストラはピンカス・スタインバーグ指揮ケルン放送交響楽団。
- リエージュに捧ぐ (Hommage a Liege: Concierto para bandoneón y guitarra/Historia del Tango。1985年録音/1986年リリース)

前半はカチョ・ティラオ（en:Cacho Tirao）、レオ・ブローウェル指揮するリエージュフィルハーモニー管弦楽団（en:Liège Philharmonic Orchestra）との共演。後半は、ギー・ルコフスキー（Guy Lukowski）とマルク・グローウェルス（Marc Grawels）による組曲「タンゴの歴史」の世界初演。
- バンドネオンのためのコンチェルト、バンドネオンとオーケストラのための＜3つのタンゴ＞ (Concierto para Bandoneón – Tres Tangos。1987年)

オーケストラはラロ・シフリン指揮セント・ルークス・オーケストラ。
- バンドネオン・シンフォニコ (Bandoneón Sinfónico。1990年録音/1996年リリース)

オーケストラはマノス・ハジダキス指揮アテネ・カラーズ・オーケストラ。最後の録音。

### その他大編成
- Piazzolla et son Orchestre (EP盤、1955年)

パリ留学中のフェスティヴァル（Festival）・レーベルでの作品。ラロ・シフリンがピアノで参加している。
- シンフォニア・デ・タンゴ (Sinfonía de Tango、1955年)

パリ留学中のヴォーグ（Vogue）・レーベルでの作品。
- Nonino,Guardia Nueva,Contrastes,Rio Sena (EP盤、1955年)

パリ留学中のバークレイ（Barclay）・レーベルでの作品。
- タンゴ・エン・ハイファイ (Tango en Hi-Fi、1957年)
- アディオス・ノニーノ (Adiós Nonino、1960年)
- モダン・タンゴの20年 (1944-1964 20 Años De Vanguardia Con Sus Conjuntos, 1964年)

日本で初めて発売（1965年、日本ビクター）されたピアソラのアルバム。
- タンゴの歴史　第1集／ラ・グアルディア・ビエハ (La Historia del Tango. La Guardia Vieja、1967年)
- タンゴの歴史　第2集／ロマンティック時代 (La Historia del Tango. Época Romántica、1967年)
- ブレノスアイレスのマリア (María de Buenos Aires、1968年)

同名の歌劇の自作自演。
- 白い自転車 (La Bicicleta Blanca、1971年)

アメリータ・バルタール（en:Amelita Baltar）との共演。
- リベルタンゴ (en:Libertango、1974年)
- ピアソラとアメリータ・バルタール (Piazzolla and Amelita Baltar、1974年)

アメリータ・バルタール（en:Amelita Baltar）との共演。
- サミット (en:Summit (Reunión Cumbre)、1974年)

ジェリー・マリガンとの共演。
- トロイロ組曲 (Suite Troileana、1975年)

タイトル曲と映画「リュミエール」のサウンドトラックのカップリング。
- ロ・ケ・ヴェンドラ (Lo Que Vendrá、1979年)

五重奏団の録音とのカップリング。
- オブリヴィオン (es:Oblivion (tango de Astor Piazzolla)、1982年)
- プンタ・デル・エステ組曲 (en:Suite Punta Del Este、 1982年)
- ザ・ラフ・ダンサー・アンド・シクリカル・ナイト (The Rough Dancer and the Cyclical Night (Tango apasionado)、1987年録音/1988年リリース。)

ニューヨークのインター・ヒスパニック・アメリカン・アーツ・センターからの委託作品である舞台音楽「タンゴ・アパシオナード」を再構成したもの。

### コンフント・ヌエベ（Conjunto 9）として
- ブエノスアイレスの現代ポピュラー音楽 (全2巻、Música Popular Contemporánea de la Ciudad de Buenos Aires. Vol.1 & 2、1972年)
- ローマ (Roma、1972年)

#### ブレノスアイレス八重奏団（Octeto Buenos Aires）として
- タンゴ・プログレッシーヴォ (Tango progresivo、1957年)
- タンゴ・モデルノ (Tango Moderno、ブエノスアイレス八重奏団（Octeto Buenos Aires）の名称でも流通、1957年)

### 新八重奏団（Nuevo Octeto）として
- タンゴ・コンテンポラネオ (Tango Contemporáneo、1963年)

### コンフント・エレクトロニコとして
- ピアソラとコンフント・エレクトロニコ (Piazzolla & El Conjunto Electrónico。コンフント・エレクトロニコ（Conjunto Electrónico）、1976年)
- ブエノスアイレス 1976 (Buenos Aires 1976。1976年)
- オランピア77 (Piazzolla en el Olimpia de Paris、1977年)

### 六重奏団（Sexteto Nuevo Tango）として
- 現実との3分間 (Tres Minutos con la Realidad、1989年録音/1997年リリース)

ユニットのデビュー・ライヴ。
- ザ・ローザンヌ・コンサート (Lausanne Concert、1989年録音/1993年リリース)
- Live at the BBC (1989年)
- ファイナリー・トゥゲザー　アストル・ピアソラとオスヴァルト・プグリエーセ (Astro Piazzolla&Osvaldo Pugliese。Astor Piazzolla with The New Tango Sex-tet&Osvaldo Pugliese Orquesta Tipica、1989年)

後にLuna. Live in Amsterdamとして単独発売もされている。
- 現実との57分間 (57 Minutos con la Realidad、1989年録音/1996年リリース)

### 五重奏団（Quinteto）として
- ピアソラ、ピアソラを弾く (Piazzolla Interpreta A Piazzolla。1961年)
- ピアソラか否か？ (Piazzolla … O No?、canta Nelly Vazquez, 1961年)
- 我らの時代 (Nuestro Tiempo、canta Hector de Rosas, 1962年)
- ある街へのタンゴ (Tango Para Una Cuidad、canta Héctor De Rosas,  1963年)
- ニューヨークのアストル・ピアソラ (Concierto en el Philharmonic Hall de New York、 1965年)
- エル・タンゴ (El Tango. Jorge Luis Borges – Astor Piazzolla、1965年)
- 金の垂れ髪 (EP盤、1967年)
- アディオス・ノニーノ (1969年)
- レジーナ劇場のアストル・ピアソラ 1970 (Piazzolla En El Regina、1970年)
- 五重奏のためのコンチェルト (Concerto Para Quinteto、1971年)
- エン・ペルソナ (En Persona、1971年)

オラシオ・フェレール（en:Horacio Ferrer）との共演。
- 天使の死～オデオン劇場1973 (Murte del Angel、1973年録音/1997年リリース)

### 新生五重奏団（Quinteto Tango Nuevo）として
- ビジュージャ (Biyuya、1979年)
- Concierto para Quinteto (1981年録音/1998年リリース)
- ファイヴ・タンゴス (映像、1981年録音/1998年リリース)
- エン・ヴィヴォ (Piazzolla-Goyeneche En Vivo, Teatro Regina、1982年)

ロベルト・ゴジェネチェとの共演。
- アストル・ピアソラ・ライブ・イン・トーキョー1982 (Live in Tokyo 1982、1982年録音/2004年リリース)

藤沢嵐子との共演を含む。
- ライヴ・イン・ウィーン (Live in Wien Vol.1、1983年)
- アディオス・ノニーノ～ライヴ・イン・ルガーノ1983 (Live in Lugano、1983年録音/1992年リリース)
- モントリオール・ジャズ・フェスティヴァル (Montreal Jazz Festival、1984年)
- ライヴ1984 (モントリオール・ジャズ・フェスティヴァルの映像、1984年録音/1998年リリース)
- プレイス・ザ・タンゴ～ユトレヒト1984 (映像、1984年録音/1998年および2000年リリース)
- リベルタンゴ～ロキシー劇場ライヴ (Libertango、1984年録音/1997年リリース)
- エル・タンゴ (El Tango、1984年録音)

ミルバとの共演。
- 東京のアストル・ピアソラ (El 21 de Noviembre 1984、1984年録音/2006年リリース)

藤沢嵐子、ラウル・ラヴィエ（Raul Lavie）との共演を含む。
- ミラノ1984 (Milano 1984、1984年録音)
- ライヴ・イン・ケルン (Live in Colonia 、1984年録音)
- エル・ヌエヴォ・タンゴ（El Nuevo Tango、1986年)

ゲイリー・バートンとの共演。
- タンゴ・ゼロ・アワー (en:Tango: Zero Hour、1986年)
- AA印の悲しみ (Tristezas de un Doble A、1987年)
- セントラルパークコンサート (Central Park Concert。1987年)
- ライヴ・イン・東京1988 (Live in Tokyo 1988、1988年録音/2009年リリース)

ミルバとの共演を含む。
- ライヴ・イン・東京1988 (映像。Live in Tokyo 1988、1988年録音/2015年リリース)

ミルバとの共演。
- ラ・カモーラ (La Camorra、1988年録音/1989年リリース)

### その他小編成
- アルゼンチンのオリジナルタンゴ (全2巻、Original Tangos from Argentina Vol. 1 & 2、1970年)

バンドネオン独奏。
- ピアソラとトロイロ (Piazzolla-Troilo、1970年)

アニバル・トロイロとのバンドネオン二重奏。
- ファイヴ・タンゴ・センセーションズ (en:Five Tango Sensations、1991年)

クロノス・クァルテットとの共演による五重奏。最後のスタジオ録音。

## 関連書籍

### 日本語による参考文献
- 小沼純一『ピアソラ』河出書房新社（原著1997年5月）。ISBN 4309263135。 - 文献あり[10]
- 斎藤充正『アストル・ピアソラ　闘うタンゴ』青土社（原著1998年4月1日）。ISBN 978-4791756278。 - ディスコグラフィーあり
- 斎藤充正、西村秀人編　『200discsピアソラ／タンゴの名盤を聴く』　立風書房、2000年3月 ISBN 4651820441 - 年表あり
- ナタリオ・ゴリン 著、斎藤充正 訳『ピアソラ自身を語る』河出書房新社（原著2006年7月11日）。ISBN 978-4309269023。
- マリア・アッシ・スサーナ、サイモン・コリアー 著、松浦直樹 訳『ピアソラ―その生涯と音楽』アルファベータ〈叢書・20世紀の芸術と文学〉（原著2006年11月18日）。ISBN 978-4871985376。

### 日本語以外の参考文献
- Maria S. Azzi: A Grand Tango. The Life and Music of Astor Piazzolla. University Press, Oxford, 2000, ISBN 0-19-512777-3.
- Mike Dibb: Astor Piazzolla in Portrait. Opus Production, Paris 2005 (1 DVD mit Begleitheft)
- Christina und Martin Höfferer: "Der Schlangenbeschwörer. Astor Piazzolla" ORF Radiodokumentation 2013 (55 Minuten).
- Donozo, Leandro. «Aportes para un bibliografía sobre Astor Piazzolla», en: García Brunelli Omar (comp.). Estudios sobre la obra de Astor Piazzolla. (Buenos Aires: Gourmet Musical Ediciones, 2009), pp. 245-262
- Pujol, Sergio A. «Piazzolla y los años 60» Enlace
- Gorín, Natalio: Astor Piazzolla: A manera de memorias. Originàriament editat per Atlàntida, Buenos Aires, 1991. Reeditat per Perfil Libros en 1998 a Buenos Aires (ISBN 950-639-145-9). Edició definitiva: Astor Piazzolla: Memorias. Barcelona, Alba Editorial, 2003. ISBN 84-8428-194-9.
- Carlos G. Groppa, The tango in the United States, McFarland & Co., Jefferson, North Carolina i Londyn, 2004, ISBN 0-7864-1406-5 (rozdział 21 Piazzola: A Banedoneon Against the World).
- Astor Piazzolla, A manera de memorias (en omfattende samling intervjuer i form av en memoarbok), Libros Perfil 1998, ISBN 9500809206.